# ارتش (فیلم ۱۹۹۶)
«ارتش» (هندی: आर्मी)یا یاران فیلمی در ژانر کمدی-درام است که در سال ۱۹۹۶ منتشر شد. از بازیگران آن می‌توان به سری دوی و شاهرخ خان اشاره کرد.